# Anstalten Borås
 Anstalten Borås är en sluten anstalt (säkerhetsklass 2) med 153 platser belägen i stadsdelen Västeråsen i Borås.
Anstalten öppnades 1982. 1995 byggdes den ut med 32 platser.
Man har bland annat träindustri och monterings- och förpackningsindustri.